# Kailua (Hawaii)
Kailua ist mit 38.635 Einwohnern (Stand 2010) die größte Ortschaft an der Ostküste der Insel Oʻahu im Honolulu County im amerikanischen Bundesstaat Hawaii. Sie liegt im Distrikt Koʻolaupoko direkt am Meer und ist vor allem durch ihren Strand (Kailua Beach) bekannt. Es ist aber auch ein kommerzielles Zentrum mit vielen Geschäften und Boutiquen. Der Strandbereich von Kailua ist die teuerste Wohngegend O'ahus außerhalb von Honolulu. Kailua liegt ca. 25 km vom Zentrum Honolulus entfernt.

## Namensursprung
In der hawaiischen Sprache bedeutet Kailua Zwei Meere oder Zwei Strömungen. Das Wort Kailua ist eine Zusammensetzung der Worte Kai (Bedeutung unter anderem: Meer, Seewasser, Gezeiten) und ʻelua (Bedeutung: zwei). Die Bedeutung trifft in zweifacher Hinsicht zu: Es sind zwei Lagunen und zwei Strömungen in Kailua Beach in dem Distrikt vorhanden.

## Klima
In Kailua ist trockenes Wetter vorherrschend. Die jährlichen Niederschlagsmengen erreichen keine 200 mm. Das ist besonders bemerkenswert, da der Nachbarort Kāneʻohe eine jährliche Niederschlagsmenge von 1344 mm verzeichnet. Demgegenüber ist eine konstante Temperatur über den Tag vorhanden (im Jahresdurchschnitt 31,3 °C), wobei es in der Nacht auf moderate 19,6 °C abkühlt. Die täglichen Spitzenwerte weichen über das Jahr gesehen um lediglich sechs Grad Celsius ab, der niedrigste Wert wird im Dezember mit 27 °C erreicht, der höchste im September mit 33 °C.
|                        | Jan   | Feb   | Mär  | Apr   | Mai   | Jun  | Jul   | Aug   | Sep  | Okt | Nov | Dez   |   |        |
| Mittl. Temperatur (°C) | 21,21 | 22,17 | 23,1 | 22,92 | 24,16 | 24,8 | 25,37 | 25,33 | 25,4 | 25  | 24  | 23,68 | ⌀ | 23,9   |
| Mittl. Tagesmax. (°C)  | 30    | 33    | 31   | 30    | 32    | 32   | 32    | 32    | 33   | 31  | 32  | 27    | ⌀ | 31,2   |
| Mittl. Tagesmin. (°C)  | 18    | 16    | 18   | 18    | 19    | 21   | 22    | 21    | 20   | 22  | 20  | 20    | ⌀ | 19,6   |
|                        |       |       |      |       |       |      |       |       |      |     |     |       |   |        |
| Niederschlag (mm)      | 76,1  | 32,54 | 8,33 | 2,59  | 0     | 0    | 0     | 0     | 0    | 0   | 0   | 34,33 | Σ | 153,89 |

| 18 |

| 16 |

| 18 |

| 18 |

| 19 |

| 21 |

| 22 |

| 21 |

| 20 |

| 22 |

| 20 |

| 20 |

| 18 |

| 16 |

| 18 |

| 18 |

| 19 |

| 21 |

| 22 |

| 21 |

| 20 |

| 22 |

| 20 |

| 20 |

| N i e d e r s c h l a g | 76,1 | 32,54 | 8,33 | 2,59 | 0   | 0   | 0   | 0   | 0   | 0   | 0   | 34,33 |
|                         | Jan  | Feb   | Mär  | Apr  | Mai | Jun | Jul | Aug | Sep | Okt | Nov | Dez   |

## Demographie
Im Census 2010 gaben die Einwohner folgende Ethnizitätszugehörigkeit an: 44 % "weiß", 0,6 % "schwarz oder afroamerikanisch", 20,3 % asiatisch, 5,6 % hawaiisch, 6,5 % "Hispanic", 27,3 % gemischtrassig. 23,7 % der Einwohner sind unter 21 Jahre alt.

## Persönlichkeiten
- Ian Jon Bourg (* 1960), Sänger
- Robby Naish (* 1963), Windsurfer
- Chris Lee (* 1981), Politiker
- Jesse Smith (* 1983), Wasserballspieler
- Tri Bourne (* 1989), Volleyball- und Beachvolleyballspieler
- Kaʻimi Fairbairn (* 1994), American-Football-Spieler
- Kody Savelio (* 2009), amerikanisch-samoanischer Fußballspieler